# USS Schenck (DD-159)
USS Schenck (DD-159) là một tàu khu trục thuộc lớp Wickes của Hải quân Hoa Kỳ trong giai đoạn Chiến tranh Thế giới thứ nhất, tiếp tục phục vụ trong Chiến tranh Thế giới thứ hai và được cải biến thành tàu phụ trợ APD-8. Nó là chiếc tàu chiến duy nhất của Hải quân Hoa Kỳ được đặt tên theo Chuẩn đô đốc James F. Schenck (1807–1882).

## Thiết kế và chế tạo
Schenck được đặt lườn vào ngày 26 tháng 3 năm 1918 tại xưởng tàu của hãng New York Shipbuilding Corporation ở Camden, New Jersey. Nó được hạ thủy vào ngày 23 tháng 4 năm 1919, được đỡ đầu bởi cô Mary Janet Earle, và được đưa ra hoạt động vào ngày 30 tháng 10 năm 1919 dưới quyền chỉ huy của Hạm trưởng, Trung tá Hải quân N. H. Goss.

## Lịch sử hoạt động

### Giữa hai cuộc thế chiến
Schenck được phân về Hạm đội Đại Tây Dương, và sau khi hoàn tất chạy thử máy, đã hoạt động tại khu vực giữa New York và vịnh Chesapeake. Từ tháng 7 đến tháng 9 năm 1920, nó tuần tra ngoài khơi bờ biển phía Đông của México, và đầu năm 1921 đã tham gia các cuộc tập trận hạm đội tại vùng biển Caribe. Từ ngày 7 tháng 11 năm 1921, biên chế thủy thủ đoàn của nó bị cắt giảm 50% tại Charleston, South Carolina, và nó được cho xuất biên chế tại Philadelphia vào ngày 9 tháng 6 năm 1922.
Schenck được cho nhập biên chế trở lại vào ngày 1 tháng 5 năm 1930, và tiến hành huấn luyện quân nhân dự bị vào mùa Hè năm đó. Sang tháng 1 năm 1931, nó gia nhập hạm đội tại vùng biển Caribe cho cuộc tập trận Vấn đề Hạm đội XII; rồi trong năm tiếp theo cũng tham gia cuộc tập trận Vấn đề Hạm đội XIII ngoài khơi Hawaii. Do tình trạng căng thẳng gia tăng tại Viễn Đông do các hoạt động quân sự của Nhật Bản tại Mãn Châu và Thượng Hải, Trung Quốc, nó tiếp tục ở lại khu vực Thái Bình Dương cùng Hạm đội Tuần tiễu cho đến tháng 6 năm 1932. Schenck một lần nữa quay trở lại khu vực Thái Bình Dương vào tháng 2 năm 1933 cho cuộc tập trận Vấn đề Hạm đội XIV và ở lại đây cho đến tháng 4 năm 1934, khi nó đi đến vùng biển Caribe cho các cuộc thực tập khác. Sau đó, xen kẻ giữa các giai đoạn đại tu và lui về tình trạng dự bị luân phiên tại Norfolk, nó tham gia huấn luyện cho quân nhân dự bị cũng như học viên sĩ quan của Học viện Hải quân Hoa Kỳ, thực hiện các chuyến đi dọc theo bờ biển Đại Tây Dương và vịnh Mexico từ tháng 5 năm 1935 cho đến khi chiến tranh nổ ra tại Châu Âu.

### Thế Chiến II
Từ ngày 9 tháng 9 năm 1939, Schenck thực hiện nhiệm vụ Tuần tra Trung lập ngoài khơi vùng bờ Đông Hoa Kỳ; và sau một đợt đại tu, nó đi đến Key West cho các hoạt động tuần tra. Trong mùa Hè năm 1940, nó thực hiện hai chuyến đi huấn luyện học viên sĩ quan từ Annapolis. Sau đó, nó tiến hành các đợt hoạt động tuần tra tại vùng biển Caribe từ ngày 22 tháng 8 đến ngày 8 tháng 12 năm 1940, từ ngày 15 tháng 1 đến ngày 18 tháng 3 năm 1941, và từ ngày 27 tháng 6 đến ngày 14 tháng 7 năm 1941, xen kẻ với các hoạt động huấn luyện và sửa chữa trong giai đoạn này.
Vào ngày 15 tháng 9 năm 1941, Schenck đi đến Argentia, Newfoundland làm nhiệm vụ hộ tống các đoàn tàu vận tải chở các nguồn tài nguyên sống còn sang Anh Quốc. Nó rời Argentia cùng đoàn tàu vận tải đầu tiên vào ngày 29 tháng 9, và cho đến khi Hoa Kỳ chính thức tham gia Chiến tranh Thế giới thứ hai, chiếc tàu khu trục đã hộ tống hai đoàn tàu đi đến một điểm hẹn giữa đại dương ngoài khơi Iceland để gặp gỡ các tàu hộ tống của Hải quân Hoàng gia Anh, rồi hộ tống đoàn tàu ngược chiều quay trở lại Argentia. Nó tiếp tục hộ tống vận tải trên tuyến giữa Argentia và Iceland cho đến tháng 4 năm 1943, chống chọi lại thời tiết khắc nghiệt cũng như tàu ngầm U-boat Đức. Trong hai đợt kéo dài, từ ngày 19 tháng 2 đến ngày 9 tháng 5 năm 1942 và từ ngày 18 tháng 8 năm 1942 đến ngày 23 tháng 3 năm 1943, nó đặt căn cứ tại Iceland để hộ tống các đoàn tàu ra vào các cảng Iceland. Trong hai dịp, các đoàn tàu mà nó hộ tống bị tấn công, vào ngày 15 tháng 8 năm 1942 và từ ngày 6 đến ngày 8 tháng 2 năm 1943. Thời tiết khắc nghiệt cũng gây thiệt hại, thường là những hư hại nhẹ cho cấu trúc con tàu cũ; và vào ngày 13 tháng 3 năm 1943, một cơn cuồng phong đã khiến nó bứt dây neo và va chạm với chiếc SS Exterminator trong một cảng Iceland. Schenck được gửi về Boston để sửa chữa.
Được điều về các tuyến đường phía Nam, Schenck tiếp nối nhiệm vụ hộ tống vận tải vào ngày 28 tháng 4 năm 1943, và trong mùa Hè đã hộ tống các đoàn tàu giữa các cảng duyên hải đến vùng biển Caribe và Bắc Phi. Nó quay trở lại vịnh Chesapeake cùng một đoàn tàu vào ngày 26 tháng 10 năm 1943, và sau một đợt đại tu và huấn luyện đã tham gia một đội tìm diệt được hình thành chung quanh tàu sân bay hộ tống Card. Đội tiến hành các cuộc tuần tra chống tàu ngầm đối phương tại khu vực phụ cận quần đảo Azores từ ngày 24 tháng 11 năm 1943 đến ngày 2 tháng 1 năm 1944. Cao điểm trong các hoạt động của Schenck là trong đêm Giáng Sinh 1943, khi đội phát hiện một lực lượng tập trung tàu ngầm U-boat đối phương. Lần theo dấu vết radar và sonar đối phương suốt đêm và thực hiện sáu đợt tấn công, nó thành công trong việc tiêu diệt U-645. Hầu như cùng lúc đó, tàu chị em Leary trúng ngư lôi đối phương. Schenck thành công trong việc ngăn chặn cuộc tấn công của "Bầy sói" nhắm vào Card cũng như cứu vớt những người sống sót của Leary.
Trong tháng 2 và tháng 3 năm 1944, Schenck thực hiện một chuyến khứ hồi khác từ bờ Đông đến Casablanca, và từ ngày 17 tháng 4 đến ngày 10 tháng 6, nó hộ tống cho chiếc trong việc vận chuyển binh lính dọc theo vùng bờ Đông. Từ ngày 10 tháng 7 đến ngày 29 tháng 8, nó giúp vào việc huấn luyện tàu ngầm tại Bermuda, rồi đi vào Xưởng hải quân Brooklyn nơi nó được tháo dỡ mọi vũ khí. Sau đó, nó được chuyển thộc quyền Tư lệnh Không lực Hạm đội Đại Tây Dương như một tàu huấn luyện ngư lôi cho máy bay. Được xếp lại lớp với ký hiệu lườn AG-82 từ ngày 25 tháng 9 năm 1944, nó phục vụ như mục tiêu cho học viên phi công ngoài khơi Quonset Point, Rhode Island cho đến khi chiến tranh kết thúc. Đây không phải là một nhiệm vụ an toàn, khi con tàu hai lần bị ngư lôi thực tập đâm thủng do chúng không lặn ở đúng độ sâu được cài đặt, và một lần nó bị mạy bay bay thấp va phải.
Schenck được cho ngừng hoạt động tại Xưởng hải quân Boston vào ngày 17 tháng 5 năm 1946. Tên nó được cho rút khỏi danh sách Đăng bạ Hải quân vào ngày 5 tháng 6 năm 1946; và lườn tàu được bán cho hãng Boston Metals Company ở Baltimore, Maryland vào ngày 25 tháng 11 năm 1946 để tháo dỡ.

## Phần thưởng
Schenck được tặng thưởng một Ngôi sao Chiến trận do thành tích phục vụ trong Thế Chiến II.